# Ивичест делфин
Ивичестият делфин, още Синьо-бяла стенела (Stenella coeruleoalba) е вид бозайник от семейство Делфинови (Delphinidae).

## Разпространение
Видът е разпространен в умерените и тропически води на Северния и Южния Атлантически океан, включително в Средиземно море и Мексиканския залив, Индийския океан и Тихия океан.